# Municipio de Salem (condado de Delaware)
El municipio de Salem (en inglés: Salem Township) es un municipio ubicado en el condado de Delaware en el estado estadounidense de Indiana. En el año 2010 tenía una población de 4034 habitantes y una densidad poblacional de 44,23 personas por km².

## Geografía
El municipio de Salem se encuentra ubicado en las coordenadas 40°6′9″N 85°30′33″O / 40.10250, -85.50917. Según la Oficina del Censo de los Estados Unidos, el municipio tiene una superficie total de 91.21 km², de la cual 90.85 km² corresponden a tierra firme y (0.39%) 0.36 km² es agua.

## Demografía
Según el censo de 2010, había 4034 personas residiendo en el municipio de Salem. La densidad de población era de 44,23 hab./km². De los 4034 habitantes, el municipio de Salem estaba compuesto por el 97.72% blancos, el 0.47% eran afroamericanos, el 0.1% eran amerindios, el 0.45% eran asiáticos, el 0.1% eran isleños del Pacífico, el 0.27% eran de otras razas y el 0.89% pertenecían a dos o más razas. Del total de la población el 0.57% eran hispanos o latinos de cualquier raza.